# Dysstroma delicata
Dysstroma delicata är en fjärilsart som beskrevs av Karl Schawerda 1942. Dysstroma delicata ingår i släktet Dysstroma och familjen mätare. Inga underarter finns listade i Catalogue of Life.